# Liacarus badghysi
Liacarus badghysi är en kvalsterart som beskrevs av Krivolutsky 1966. Liacarus badghysi ingår i släktet Liacarus och familjen Liacaridae. Inga underarter finns listade i Catalogue of Life.